# گمینا توشک
گمینا توشک (به لهستانی:  Gmina Toszek) یک گمینا در لهستان است که در شهرستان گلیویتسه واقع شده‌است. گمینا توشک ۹۸٫۵۳ کیلومتر مربع مساحت و ۱۰٬۲۰۴ نفر جمعیت دارد.